# Lijst van voetbalinterlands Comoren - Togo
Deze lijst van voetbalinterlands is een overzicht van alle officiële voetbalwedstrijden tussen de nationale teams van de Comoren en Togo. De Afrikaanse landen hebben tot op heden zes keer tegen elkaar gespeeld. De eerste ontmoeting, een vriendschappelijke wedstrijd, werd gespeeld in Tunis (Tunesië) op 11 november 2016. Het laatste duel, een kwalificatiewedstrijd voor de Afrika Cup 2021, vond plaats op 25 maart 2021 in Moroni.

## Wedstrijden
| № | Plaats    | Datum             | Competitie                   | Wedstrijd      | Uitslag |
| - | --------- | ----------------- | ---------------------------- | -------------- | ------- |
| 1 | Tunis     | 11 november 2016  | Vriendschappelijk            | Togo − Comoren | 2 − 2   |
| 2 | Marseille | 4 juni 2017       | Vriendschappelijk            | Togo − Comoren | 2 − 0   |
| 3 | Moroni    | 6 september 2019  | WK 2022 kwalificatie         | Comoren – Togo | 1 – 1   |
| 4 | Lomé      | 10 september 2019 | WK 2022 kwalificatie         | Togo − Comoren | 2 − 0   |
| 5 | Lomé      | 14 november 2019  | Afrika Cup 2021 kwalificatie | Togo − Comoren | 0 − 1   |
| 6 | Moroni    | 25 maart 2021     | Afrika Cup 2021 kwalificatie | Comoren − Togo | 0 − 0   |

## Samenvatting
| Competitie              | Totaal gespeeld | Winst Comoren | Gelijk | Winst Togo | Doelsaldo Comoren – Togo |
| ----------------------- | --------------- | ------------- | ------ | ---------- | ------------------------ |
| WK-kwalificatie         | 2               | 0             | 1      | 1          | 1 − 3                    |
| Afrika Cup-kwalificatie | 2               | 1             | 1      | 0          | 1 − 0                    |
| Vriendschappelijk       | 2               | 0             | 1      | 1          | 2 − 4                    |
| Totaal                  | 6               | 1             | 3      | 2          | 4 − 7                    |

Wedstrijden bepaald door strafschoppen worden, in lijn met de FIFA, als een gelijkspel gerekend.
FCF · Comorees vrouwenelftal

Interlands
Tegenstander:
Angola ·
Botswana ·
Burkina Faso ·
Burundi ·
Centraal-Afrikaanse Republiek ·
Djibouti ·
Egypte ·
Ethiopië ·
Gabon ·
Gambia ·
Ghana ·
Guinee ·
Ivoorkust ·
Jemen ·
Kaapverdië ·
Kameroen ·
Kenia ·
Lesotho ·
Libië ·
Madagaskar ·
Malawi ·
Malediven ·
Mali ·
Marokko ·
Mauritanië ·
Mauritius ·
Mozambique ·
Namibië ·
Oeganda ·
Palestina ·
Seychellen ·
Sierra Leone ·
Swaziland ·
Togo ·
Tsjaad ·
Tunesië ·
Zambia ·
Zimbabwe ·
Zuid-Afrika
FTF · Selecties · Togolees vrouwenelftal
1950 – 1959 · 
1960 – 1969 · 
1970 – 1979 · 
1980 – 1989 · 
1990 – 1999 · 
2000 – 2009 · 
2010 – 2019 ·
2020 − 2029
WK 2006
Algerije ·
Angola ·
Bahrein ·
Benin ·
Botswana ·
Bukina Faso ·
Centraal-Afrikaanse Republiek ·
Chili ·
Comoren ·
Congo-Bazzaville ·
Congo-Kinshasa ·
Denemarken ·
Djibouti ·
Egypte ·
Equatoriaal-Guinea ·
Ethiopië ·
Frankrijk ·
Gabon ·
Gambia ·
Ghana ·
Guinee ·
Guinee-Bissau ·
Iran ·
Ivoorkust ·
Japan ·
Kaapverdië ·
Kameroen ·
Kenia ·
Lesotho ·
Liberia ·
Libië ·
Liechtenstein ·
Luxemburg ·
Madagaskar ·
Malawi ·
Mali ·
Marokko ·
Mauritanië ·
Mauritius ·
Mozambique ·
Namibië ·
Niger ·
Nigeria ·
Oeganda ·
Oman ·
Paraguay ·
Rwanda ·
Sao Tomé en Principe ·
Saoedi-Arabië ·
Senegal ·
Sierra Leone ·
Soedan ·
Swaziland ·
Tsjaad ·
Tunesië ·
Verenigde Arabische Emiraten ·
Zambia ·
Zimbabwe ·
Zuid-Korea ·
Zuid-Soedan ·
Zwitserland
Frankrijk (2006) · 
Zuid-Korea (2006) · 
Zwitserland (2006)